# Силвер Спрингс (Аљаска)
Силвер Спрингс (енгл. Silver Springs) насељено је место без административног статуса у америчкој савезној држави Аљаска.

## Демографија
По попису из 2010. године број становника је 114, што је 16 (-12,3%) становника мање него 2000. године.
| Група             | 2000.       | 2010.      |
| Белци             | 112 (86,2%) | 98 (86,0%) |
| Афроамериканци    | 0 (0,0%)    | 0 (0,0%)   |
| Азијати           | 0 (0,0%)    | 2 (1,8%)   |
| Хиспаноамериканци | 0 (0,0%)    | 1 (0,9%)   |
| Укупно            | 130         | 114        |